# Fusion cellulaire

Différents types de fusions cellulaires

La fusion cellulaire ou hybridation cellulaire est la formation in vitro d'une seule cellule hybride par l'union de deux cellules provenant de différentes espèces ou à des stades cellulaires différents.
Dans la cellule hybride, les noyaux donneurs peuvent rester séparés ou peuvent se fusionner, mais durant les divisions cellulaires ultérieures, un seul fuseau mitotique se forme de sorte que chacune des cellules filles aura un seul noyau contenant des jeux de chromosomes, complets ou partiels, de chaque lignée parentale.